# 14-та армія (Німецька імперія)
Не варто плутати з 14-ю німецькою армією часів Другої світової війни
14-та а́рмія  (нім. 14. Armee (Deutsches Kaiserreich) — армія Імперської армії Німеччини за часів Першої світової війни.

## Історія
14-та армія (нім. 14. Armee) була сформована 9 вересня 1917 року в австро-угорському місті Країнбурзі в цілях підготовки до масштабного наступу німецько-австрійських військ на Італійському фронті.
На початку вересня 1917 року австро-угорська армія, вкрай виснажена у боях одинадцятої битви при Ізонцо, була неспроможна вести подальші наступальні дії. Керівництво Австро-Угорщини звернулося до німців з проханням допомогти живою силою, й кайзер, побоюючись краху Італійського фронту, віддав наказ про направлення частки сил на цей стратегічний напрямок. З ділянок Західного та Східного фронтів були зняті підрозділи та частини, які перекинули до західних кордонів Австро-Угорщини. Урешті-решт німці зосередили поблизу Країнбурга 7 дивізій, 540 гармат, 216 мінометів та близько 100 літаків різного типу. На чолі знов створеної 14-ї німецької армії був поставлений досвідчений вояка, ветеран боїв на Заході генерал від інфантерії Отто фон Белов, який сконцентрував свої війська на рубежі Толмин — Бовец.
Перед початком битви за Капоретто австро-угорці додали ще декілька дивізій до складу цієї ударної армії.
О 02:00 вночі 24 жовтня 1917 року розпочалась Битва, яка стала відома також як Дванадцята битва при Ізонцо, коли німці та їхні австрійські союзники несподівано завдали потужного удару по італійських позицій, прорвали їх та розгромити вщент італійську армію. Після успішної участі німецьких військ у битві, командування в Берліні відкликало ці частини з Італійського театру війни та відправило їх на Західний фронт, де формувалась нова 17-та армія, котра готувалась до масштабного Весняного наступу у Франції.

## Командування

### Командувачі
- генерал від інфантерії Отто фон Белов (нім. Otto von Below) (9 вересня 1917 — 22 січня 1918).

## Бойовий склад 14-ї армії
| Армія          | Корпус                             | Дивізія                          |
| -------------- | ---------------------------------- | -------------------------------- |
| 24 жовтня 1917 |                                    |                                  |
| 14-та армія    | I корпус                           | 3-тя піхотна дивізія «Едельвейс» |
| 14-та армія    | I корпус                           | 22-га стрілецька дивізія         |
| 14-та армія    | I корпус                           | 55-та піхотна дивізія            |
| 14-та армія    | I корпус                           | Єгерська дивізія                 |
| 14-та армія    | III Королівський Баварський корпус | 50-та піхотна дивізія            |
| 14-та армія    | III Королівський Баварський корпус | 12-та піхотна дивізія            |
| 14-та армія    | III Королівський Баварський корпус | 117-та піхотна дивізія           |
| 14-та армія    | III Королівський Баварський корпус | Альпійський корпус               |
| 14-та армія    | 51-й армійський корпус             | 26-та піхотна дивізія            |
| 14-та армія    | 51-й армійський корпус             | 200-та піхотна дивізія           |
| 14-та армія    | XV-й армійський корпус             | 1-ша піхотна дивізія             |
| 14-та армія    | XV-й армійський корпус             | 5-та піхотна дивізія             |
| 14-та армія    | резерв армії                       | 4-та піхотна дивізія             |
| 14-та армія    | резерв армії                       | 13-та стрілецька дивізія         |
| 14-та армія    | резерв армії                       | 33-тя піхотна дивізія            |
| 14-та армія    | посилення (надійшли в ході битви)  | 35-та піхотна дивізія            |
| 14-та армія    | посилення (надійшли в ході битви)  | 94-та піхотна дивізія            |